# Pelican Island (Saint Philip)
Pelican Island ist eine Insel vor der Nordostküste der Karibikinsel Antigua des Staates Antigua und Barbuda.

## Lage und Landschaft
Pelican Island liegt, kaum 100 m von der Hauptinsel getrennt, vor der Küste von  Willikies (Rooms) im Eingangsbereich der Mercers Creek Bay, südlich des South Channel. Zusammen mit Codrington Island gehört sie verwaltungsmäßig zum Parish St. Philip.
Die Insel hat eine Fläche von ca. 1,3 km². Durch ihre Nähe zur Hauptinsel gibt es auch Elektrizität auf der Insel.

## Geschichte
Die Insel gehörte zu den Besitzungen von Allen Stanford. Der Finanzier, der in den Vereinigten Staaten wegen Betruges verurteilt wurde, hatte die Insel zusammen mit Guiana Island 2008 für 17 Mio. US-Dollar erworben und ihren Wert durch betrügerische Verkäufe gesteigert. 2012 listete der The Daily Telegraph die Insel in seiner Liste The world’s best private islands for sale.